# Charles-Gustave Housez
Charles-Gustave Housez, né à Condé-sur-l'Escaut le 17 décembre 1822 et mort à Laxou le 6 juillet 1894, est un peintre français.

## Biographie
Élève de François-Édouard Picot à partir de 1838, il obtient une mention honorable au concours du Prix de Rome de 1848. Après sa sortie des Beaux-arts, en 1849, il collabore aux travaux de William Bouguereau, d'Alexandre Cabanel, de Charles Müller. De 1862 à 1870, il est professeur à l’Académie de Valenciennes. Il expose de façon régulière au Salon des Artistes Vivants (Paris) de 1845 à 1880 dont il est exempté. A la mairie du 9ème arrondissement de Paris,le 5 décembre 1860, il épouse Louise Aldegonde Wiebe. Ce même jour est ajouté à l'acte la naissance de leur fille Marthe Henriette Louise née le 20 décembre 1850 (page 36/51). Le 18 avril 1888, le couple est chez cette dernière à Malzéville lorsque meurt l'épouse d'Housez. 
Housez et sa fille vont s'installer à Blâmont. À la suite de ce deuil, son état de santé mentale semble avoir décliné au point qu'il a va être interné à l'asile départemental de Maréville, commune de Laxou, où il est décédé. (sources Thierry Meurant - Maire de Blâmont).
| Titre | N° de l'œuvre               | Lieu                             | Date                                |
| --- | --------------------------- | -------------------------------- | ----------------------------------- |
| Portrait de M. G. H... | N° 848                      | Paris, Musée royal des arts      | 1845 (15 mars - date non précisée)  |
| Le Christ sortant du tombeau | N° 948                      | Paris, Musée royal des arts      | 1846 (16 mars - date non précisée)  |
| Laure et Pétrarque Clarisse Harlowe et Lovelace | N°2305 N°2306               | Paris, Musée du Louvre           | 1848 (15 mars - date non précisée)  |
| Jeanne-d ’Arc, dans sa prison, est visitée par sainte Catherine et sainte Marguerite, qui soutiennent son courage                                                             | N°1549                      | Paris, Palais national           | 1850 (30 décembre - 6 mars 1851)    |
| Préparatifs du Champ-de-Mars, pour la fête de la fédération Portrait d’enfant                                                                                                 | N°653 N°654                 | Paris, Palais royal              | 1852 (1e avril - date non précisée) |
| Le général Bonaparte et la citoyenne Fanchette Rouget ; hôtel Mirabeau, 1795 / (E. Marco de Saint-Hilaire, Habitations napoléoniennesMontaigne visite le Tasse dans sa prison | N°623 N°624                 | Paris, Hôtel des Menus-Plaisirs  | 1853 (15 mai - date non précisée)   |
| L’Assomption de la Sainte-Vierge | N°3322                      | Paris, Palais des Beaux-Arts     | 1855 (15 mai - 15 novembre)         |
| Un ange arrache sainte Agnès des mains des débauchés auxquels elle était livrée                                                                                               | N°1378                      | Paris, Palais des Champs-Elysées | 1857 (15 juin - date non précisée)  |
| Porteuses d’eau dans la cour du palais ducal à Venise Mort de Henri IV et arrestation de Ravaillac Marie Stuart et Chatelard                                                  | N°1539 N°1540 N°1541        | Paris, Palais des Champs-Elysées | 1859 (15 avril - date non précisée) |
| Le Christ guérissant deux possédés / (Evangile de Saint Mathieu, ch. 8) Enfance de Mlle Clairon, actrice de la Comédie Française Portrait de Mme D... Portrait de Mme P...    | N°1550 N°1551 N°1552 N°1553 | Paris, Palais des Champs-Elysées | 1861 (1e mai - date non précisée)   |
| Louis XI à Condé Une vieille à son rouet | N°947 N°948                 | Paris, Palais des Champs-Elysées | 1863 (1e mai - date non précisée)   |
| Le Christ ressuscitant la fille de Jaïre Raphaël et la Fornarina | N° 962 N°963                | Paris, Palais des Champs-Elysées | 1864 (1e mai - date non précisée)   |
| Conversion de Saint Paul Intérieur d’une verrerie | N°1066 N°1067               | Paris, Palais des Champs-Elysées | 1865 (1e mai - date non précisée)   |
| Jésus et l’Enfant | N°967                       | Paris, Palais des Champs-Elysées | 1866 (1e mai - date non précisée)   |
| Les joueurs de billes | N°764                       | Paris, Palais des Champs-Elysées | 1867 (15 avril - date non précisée) |
| "La mère de Jésus dit à ceux qui servaient : faites tout ce qu’il vous dira." (Evangile selon Saint-Jean)Dalila raillant Samson prisonnier des Philistins                     | N°1267 N°1268               | Paris, Palais des Champs-Elysées | 1868 (1e mai - date non précisée)   |
| Néron faisant brûler des chrétiens | N°1206                      | Paris, Palais des Champs-Elysées | 1869 (1e mai - date non précisée)   |
| Psyché Hercule attaqué par les pygmées pendant son sommeil, après avoir vaincu le géant Antée                                                                                 | N°1385 N°1386               | Paris, Palais des Champs-Elysées | 1870 (1e mai - date non précisée)   |
| Petite fille perdue dans Paris | N°1070                      | Paris, Palais des Champs-Elysées | 1877 (1e mai - date non précisée)   |
| L'épopée du lion | N°1574                      | Paris, Palais des Champs-Elysées | 1879 (12 mai - date non précisée)   |
| Petits italiens | Exempté                     | Paris, Palais des Champs-Elysées | 1880 (1e mai - date non précisée)   |

## Liste des peintures
| Tableau | Titre | Date | Dimensions       | Notes | Lieu de conservation                                        |
| ------- | --- | ---- | ---------------- | ----- | ----------------------------------------------------------- |
|         | |      |                  |       |                                                             |
|         | Cincinnatus recevant les députés du Sénat                                                                                | 1844 |                  |       | Localisation actuelle inconnue                              |
|         | Jésus dans le prétoire                                                                                                   | 1845 |                  |       | Localisation actuelle inconnue                              |
|         | Le Christ sortant du tombeau                                                                                             | 1846 | 149 x 119 cm     |       | Condé-sur-l'Escaut, presbytère                              |
|         | La mort de Vitellius | 1847 | 114 x 146 cm     |       | Collection particulière                                     |
|         | Saint Pierre chez Marie                                                                                                  | 1848 |                  |       | Localisation actuelle inconnue                              |
|         | Ulysse reconnu par Euryclée                                                                                              | 1849 | 113,5 x 147 cm   |       | Collection particulière                                     |
|         | Portrait d'homme assis                                                                                                   | 1849 | 98 x 79,3 cm     |       | Condé-sur-l'Escaut, mairie                                  |
|         | Portrait de femme assise                                                                                                 | 1849 | 98 x 79,8 cm     |       | Condé-sur-l'Escaut, mairie                                  |
|         | Portrait de Jacques Cujas                                                                                                | 1852 | 79 x 77 cm       |       | Tarbes, Palais de Justice                                   |
|         | Le capitaine Fernig reconnait ses deux filles enrôlées à son insu dans la compagnie de la garde nationale qu'il commande | 1853 | 81 x 64,6 cm     |       | Valenciennes, musée des Beaux-Arts                          |
|         | L'Assomption | 1855 |                  |       | Condé-sur-l'Escaut, église Saint-Wasnon                     |
|         | Marie Stuart et Châtelard                                                                                                | 1858 | 65 x 81,5 cm     |       | Poitiers, musée Sainte-Croix                                |
| [ 4 ]   | Portrait de Casimir Pétiaux                                                                                              | 1860 | 59,5 x 48,6 cm   |       | Valenciennes, musée des Beaux-Arts                          |
|         | L'Assassinat d'Henri IV et l'arrestation de Ravaillac                                                                    | 1859 | 142,4 x 117,9 cm |       | Pau, musée national du château                              |
|         | Portrait de M. Petit en uniforme d'officier                                                                              | 1862 | 78,5 x 62,5 cm   |       | Condé-sur-l'Escaut, mairie                                  |
|         | Intérieur d'une verrerie                                                                                                 | 1865 | 99,1 x 81,3 cm   |       | Collection particulière                                     |
|         | Portrait d'homme | 1866 |                  |       | Valenciennes, musée des Beaux-Arts                          |
|         | Portrait d'homme | 1866 | 93 x 71 cm       |       | Condé-sur-l'Escaut, mairie                                  |
|         | Marie-Antoinette au Hameau de la reine                                                                                   | 1867 | 68 x 80 cm       |       | Collection particulière                                     |
|         | La capture d'un géant | 1870 | 73 x 90 cm       |       | Collection particulière                                     |
|         | Psyché évanouie | 1870 | 93,5 x 149,5 cm  |       | Musée des Beaux-Arts de Reims Musée des Beaux-Arts de Reims |
|         | Portrait de Maurice Lesieur                                                                                              | 1873 | 72,8 x 59 cm     |       | Valenciennes, musée des Beaux-Arts                          |
|         | La petite fille perdue dans Paris                                                                                        | 1877 | 58,4 x 47 cm     |       | Collection particulière                                     |
|         | Portrait du duc Emmanuel de Croy (d'après Pierre Gobert)                                                                 | 1881 | 98,5 x 79,8 cm   |       | Condé-sur-l'Escaut, mairie                                  |
|         | Portrait de Josquin des Prés (d'après Petrus Opmeer)                                                                     | 1881 | 98,2 x 79,5 cm   |       | Condé-sur-l'Escaut, mairie                                  |
|         | Portrait d'Albert Duhot                                                                                                  | 1881 | 97,8 x 79,5 cm   |       | Condé-sur-l'Escaut, mairie                                  |
|         | Portrait de Claire Leyris, dite Mademoiselle Clairon                                                                     | 1881 | 91,5 x 73 cm     |       | Valenciennes, musée des Beaux-Arts                          |
|         | Portrait de jeune garçon, dit Antoine Watteau                                                                            |      | 71,2 x 57,6 cm   |       | Valenciennes, musée des Beaux-Arts                          |
|         | Les remparts de Condé |      | 40,3 x 32,4 cm   |       | Valenciennes, musée des Beaux-Arts                          |
|         | La Trahison de Dumouriez                                                                                                 |      | 80,8 x 64,6 cm   |       | Valenciennes, musée des Beaux-Arts                          |
|         | Écureuil |      | 26,4 x 21,4 cm   |       | Douai, musée de la Chartreuse                               |
|         | |      |                  |       |                                                             |
|         | Portrait d'homme aux lunettes                                                                                            |      | 100 x 80 cm      |       | Condé-sur-l'Escaut, mairie                                  |
|         | La conversion de saint Paul                                                                                              |      | 132,8 x 163 cm   |       | Collection particulière                                     |